# اردک‌های قدرتمند
اردک‌های قدرتمند (انگلیسی: The Mighty Ducks) فیلمی در ژانر کمدی-درام و کمدی به کارگردانی استیون هرک و با بازی امیلیو استیوز است که در سال ۱۹۹۲ منتشر شد. این فیلم که توسط والت دیزنی پیکچرز توزیع گردیده، اولین قسمت از سه‌گانه اردک‌های قدرتمند است.
در بریتانیا، آفریقای جنوبی و استرالیا این فیلم با نام قهرمانان (Champions) منتشر شد اما بعدتر نامش به اردک‌های قدرتمند قهرمانند (The Mighty Ducks Are the Champions) تغییر کرد تا هردو عنوان را داشته باشد و با دنباله این فیلم دی۲: اردک‌های قدرتمند (که در این کشورها با نام اردک‌های قدرتمند (The Mighty Ducks) منتشر شده بود) اشتباه گرفته نشود. یک سال پس از انتشار این فیلم، کمپانی دیزنی تیمی با نام اردک‌های قدرتمند آناهایم (اشاره به این فیلم) در لیگ ملی هاکی بنیان‌گذاری کرد.

## بازیگران
- امیلیو استیوز
- جاس آکلند
- لین اسمیت
- یوزف زومر
- جاشوا جکسون
- الدن هنسون
- کینن تامسون
- براندون آدامس
- جی. دی. دنیلز
- ام. سی. گینی
- مارگریت مورو
- استیون بریل